# سياسة ماكاو

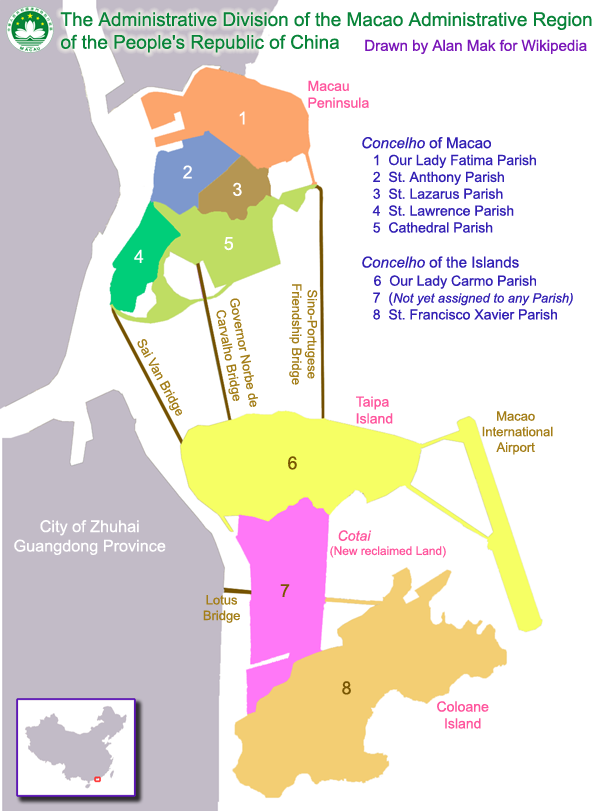

سياسة ماكاو تجري في نظام سياسي تتحكم به الصين، وهو الهيئة التشريعية الخاصة بها، وهي السلطة التنفيذي بصفتها الرئيسة بالحكومة.

## ماكاو كجزء من الشعب الصيني
وفقا للمادة 31 من الدستور لمجلس شعب الصين، ماكاو هي مركز المنطقة الإدارية الخاصة، الذي يوفر الضمانات الدستورية لتنفيذ السياسة"دولة واحدة,ونظامان"وأساس الدستور التشريعي القانون الأساسي لمنطقة ماكاو الإدارية الخاصة.
وإن كانت من الناحية الجغرافية فهي جزء من مقاطعة قوانغدونغ، منطقة ماكاو الإدارية الخاصة تحت سلطة الحكومة بصورة مباشرة ولها شعبية في بكين.
وتسيطر بكين على الشؤون الخارجية والدفاع ولكن على خلاف من ذلك منحت المنطقة درجة عالية من السلطة.

### المجلس التشريعي
يتكون المجلس التشريعي في ماكاو من 29 عضواً منهم 12 عضواً منتخبين بطريق مباشرة و 10 منتخبين بطريقة غير مباشرة و 7 أعضاء يتم تعيينهم من قبل الرئيس التنفيذي.و يحق بالتصويت المباشر لكل مقيم بصورة دائمة في ماكاو و يتجاوز عمره الثامنة عشرة. بينما يقتصر التصويت غير المباشر على بعض المنظمات الخاصة، حيث يقومون بتشكيل لجنة من 300 عضو (يشغلون مراكز في الحكومة و البلدية و المجموعات الشعبية) يقومون باختيار 10 أعضاء للمجلس التشريعي. يقوم النظام القضائي و القانوني في ماكاو على القانون البرتغالي. و يضم النظام القضائي في ممكاو على محكمة عليا مستقلة عن النظام الصيني. و يتم اختيار القضاة من قبل لجنة مختصة و يقوم الرئيس التنفيذي بتعيينهم، كما يمكن تعيين قضاة من دول أخرى. تقوم المحكمة على ثلاث درجات: درجة أولى، و ثانية، و نهائية.

### السلطة التنفيذية
يعين حاكم (الرئيس التنفيذي) ماكاو من قبل الحكومة المركزية الصينية بناء على توصيات لجنة منتخبة، و يقوم الحاكم بترأس حكومة ماكاو. و تضم حكومة ماكاو خمسة وزراء تتم التوصية بهم عن طريق المجلس التنفيذي و الذي يضم ما بين 7 إلى 11 عضواً. تولى إدموند هو -المصرفي السابق- إدارة أول حكومة في ماكاو بعد تسلم الصين السيادة خلفاً للجنرال فاسكو روتشا فييرا في منتصف ليلة 20 ديسمبر 1999. و تنتهي مدة ولاية إدموند هو في ديسمبر 2009 و سيخلفه فيرناندو تشوي ساي-أون.